# Tennó
A tennó (japánul: 天皇, jelentése: az ég ura) a japán császár kínai mintát tükröző címe, mely az ókimi (nagykirály) méltóságot váltotta föl a 7. században. A tennó politikai hatalma a Heian-korban (794–1185) fokozatosan a sógun kezébe került, ezért a következő évszázadokban szerepe reprezentatív volt: a sintó főpapjaként, valamint az isteni hatalom letéteményeseként uralkodott. Bár politikai befolyása valóban nem volt, a császárt továbbra is óriási tisztelet övezte, a legkisebb felségsértés is a legnagyobb bűnök közé tartozott. Japán uralkodóját jogaiba a Meidzsi-restauráció (1867) helyezte vissza. 1946 januárjában, nem sokkal a második világháború után Hirohito császár nyilvánosan lemondott a tennók isteni méltóságáról. Az 1947. május 3-án érvénybe léptetett modern alkotmány szerint a császár a japán állam és a nemzet egységének szimbóluma, feladatai azóta ismét a formális államügyekre (kinevezések, a parlament összehívása stb.) korlátozódnak. Személye napjainkban is szent és sérthetetlen.
Nyugati írásokban régebben használták a mikado (御門 vagy 帝, jelentése: tiszteletreméltó kapu) megnevezést is, de ez ma már elavultnak számít.